# شهرستان شهاره
ناحیهٔ شهاره (به عربی: مدیریة شهارة) یک ناحیه در یمن است که در استان عمران واقع شده‌است.
ناحیهٔ شهاره ۴۳٬۷۳۸ نفر جمعیت دارد.